# Geoffrey Nice
Sir Geoffrey Nice QC (* 21. října 1945 v Londýně) je britský právník. Byl hlavním žalobcem v procesu se Slobodanem Miloševičem v Haagu (1999–2006), předsedal Čínskému tribunálu v letech 2018–2019 a Ujgurskému tribunálu v roce 2021.

## Život a kariéra
V Catfordu v Jižním Londýně navštěvoval koedukovanou nezávislou denní školu St Dunstan's College a později absolvoval Keble College na Univerzitě v Oxfordu. V parlamentních volbách ve Spojeném království v roce 1983 a v roce 1987 byl kandidátem centristické Sociálně demokratické strany v koalici s Liberální stranou (později Liberální demokraté) za Dover.
V roce 1971 se stal advokátem a v roce 1990 byl jmenován královniným poradcem (Queen's Counsel, QC). Od roku 1984 působí na částečný úvazek jako soudce Hlavního trestního soudu Anglie a Walesu Old Bailey.
V roce 2007 byl Geoffrey Nice jmenován rytířem bakalářem, v roce 2009 byl jmenován místopředsedou Rady pro advokátní standardy. V roce 2012 byl jmenován profesorem práva na Gresham College v Londýně, kde dříve působila členka Sněmovny Lordů baronka Ruth Deech.
Geoffrey Nice se podílel na činnosti Mezinárodního trestního tribunálu pro bývalou Jugoslávii (ICTY). Byl hlavním žalobcem v procesu se Slobodanem Miloševičem v Haagu a inicioval počáteční případ obžaloby, který spojoval zvěrstva spáchaná v bývalé Jugoslávii s Miloševičem. Nice kritizoval ICTY za jeho rozhodnutí během procesu se Slobodanem Miloševičem, prezidentem bývalé Jugoslávie. Tvrdil, že prokurátorka ICTY Carla del Ponte udělala se Slobodanem Miloševičem kompromis, což pak vedlo k neúspěchu Bosny a Hercegoviny v případu žaloby genocidy proti Srbsku v únoru 2007. Nice se také vyjádřil o Slobodanu Miloševičovi, když zhodnotil, že bývalý prezident byl "neschopný" a "zemřel dříve, než byl vynesen rozsudek". Vedl rovněž obžalobu v případu bosenského Chorvata Daria Kordiće před ICTY a úspěšnou obžalobu Gorana Jelisiće. Od doby spolupráce s ICTY Nice aktivně působí u Mezinárodního trestního soudu (ICC) a v pro bono práci pro skupiny obětí. Jeho právnická praxe zahrnuje lidská práva, veřejné právo a újmy na zdraví.
V roce 2005 byl jmenován čestným doktorem práv na University of Kent a v roce 2007 byl povýšen do rytířského stavu za zásluhy o mezinárodní trestní soudnictví.
V roce 2014 byl spoluautorem zprávy o zadržených osobách v Sýrii (A Report into the credibility of certain evidence with regard to Torture and Execution of Persons Incarcerated by the current Syrian regime). Tato zpráva podrobně popisuje "systematické zabíjení více než 11 000 zadržených osob syrskou vládou v jednom regionu během syrské občanské války v období dvou a půl roku od března 2011 do srpna 2013".
V letech 2018–2019 byl předsedou Čínského tribunálu, který vznikl na objednávku Mezinárodní koalice za ukončení zneužívání transplantací v Číně (ETAC) a zabýval se pronásledováním vyznavačů Fa-lun-kung a Ujgurů a násilným odebíráním orgánů vězňům svědomí v Číně. Výsledný rozsudek uvádí: Soud má za to, že je nepochybné, že došlo k mučení. Soud je přesvědčen, že došlo nade vší pochybnost k zločinům proti lidskosti.
Roku 2021 byl požádán Světovým ujgurským kongresem, zastupujícím exilové Ujgury, aby se stal předsedou Ujgurského tribunálu. V prosinci 2021 dospěl tribunál k závěru, že vláda Čínské lidové republiky se dopustila genocidy Ujgurů prostřednictvím kontroly porodnosti a nucené sterilizace Ujgurských žen.

## Kontroverze

#### Martyho zpráva
Roku 2011 Geoffrey Nice zpochybnil tzv. Martyho zprávu o zabíjení vězňů a obchodu s jejich orgány během války v Kosovu. Tato citlivá otázka se týkala Hashima Thaçiho, bývalého kosovského premiéra a politického vůdce Kosovské osvobozenecké armády. Podle Geoffrey Nice senátor Dick Marty sám přiznává, jeho zpráva není trestním vyšetřováním. Pokouší se o rozsáhlý průzkum albánského klanového života a jeho vztahu k organizovanému zločinu a tvrdí, že konflikt v letech 1998–99 byl spíše válkou gangsterů než povstáním proti Srbům. Obvinil Martyho, že využívá své imunity jako zástupce Rady Evropy před stíháním za pomluvu a uvádí podrobnosti o systémech odebírání orgánů na nichž se měli podílet kosovští politici. Marty naznačuje, že Západ tak horlivě podporoval kosovské Albánce, že jim pod nosem západních pozorovatelů prošlo cokoli – dokonce i obchodování s částmi těl. Sira Geoffrey Nice následně napadla v srbském tisku americká levicová spisovatelka Diana Johnstone, která v komunistické Jugoslávii vystudovala.
Vážné pochybnosti o Martyho zprávě a jejích základech vyslovily i vysoce postavené zdroje z mise Evropské unie na podporu právního státu v Kosovu (EULEX) a mnozí poslanci Evropského parlamentu, neboť se domnívají, že Marty neposkytl žádné důkazy týkající se obvinění.

#### Čínské sankce
V roce 2021 vydala Čínská lidová republika v odvetě za sankce, které proti čínským představitelům vydaly Spojené státy, Evropská unie a Spojené království, sankce proti Geoffrey Niceovi, které mu zakazují vstup na území, které Čína kontroluje, nebo obchodování s občany Číny. Mluvčí čínského ministerstva zahraničí ve svém prohlášení uvedl, že tyto sankce byly vydány kvůli tomu, že Nice šířil to, co čínská vláda nazývá "lži a dezinformace", týkající se čínské politiky vůči Sin-ťiangu.